# Шмитц, Герман
Герман Шмитц (нем. Hermann Schmitz; 2 января 1882, Эльберфельд, Пруссия — 16 января 1946, Дрезден) — немецкий историк искусства, директор Библиотеки искусств в Берлине.

## Биография
Герман Шмитц родился в католической семье в Вестфалии. Его отцом был адвокат Альфонс Шмитц (1818—1889), а матерью — Элизабет (1851—1882). После окончания гимназии в Эльберфельде, Герман изучал историю искусства в Марбурге (1901), Мюнхене (1901—1902), Берлине (1902—1903), Базеле (1903—1904) и Мюнстере (1904—1905); в Мюнстере же он в 1905 году получил докторскую степень (под руководством Германна Эренберга). 1 апреля 1904 года Шмитц начал свою карьеру в качестве научного сотрудника в Библиотеке искусств в Берлине. В 1905 году он стал научным сотрудником в «Kunstgewerbemuseum» (под руководством Юлиуса Лессинга), а с 1 апреля 1908 года — помощником директора Отто фон Фалке. 1 июля 1918 года Шмитц был назначен профессором-куратором.
В 1918 году Шмитц остался в стороне от Ноябрьской революции — он в основном отвергал идеи, высказанные Арбейтратом фюр-Кунстом, в том числе и принцип государственного финансирования современного искусства. Несмотря на это, в 1919 году, Герман Шмитц был назначен куратором свежесозданного музея в берлинском Городском двореце. В 1921 году дворец стал местом для размещения Музея прикладного искусства. В 1926 году Шмитц опубликовал первый исторический и культурный обзор по прусскими королевскими дворцами — в особенности в Берлине и в Потсдаме. Герд Песккен отозвался о труде Шмитца как о «мастерском».
Шмитц отвергал модных архитектурные тенденций своего времени — таких как арт-деко или неоготический экспрессионизм — считая их неуместными в государственном секторе. Несколько раз он публично выступал против Министерства науки, искусства и образования за финансирование реализации объектов, создававшихся в рамках новых художественных течений.
В результате серии споров с политиками и бюрократами Веймарской республики, 31 января 1928 года Шмитц подал в отставку с должности куратора — он сделал это в знак протеста, отказавшись от пенсии и написав брошюру под названием «Революция ума! Прусская культурная политика и национальное сообщество с 9 ноября 1918 года» (опубликована в 1931 году). После окончания музейной карьеры — с февраля 1928 года по октябрь 1930 года — Шмитц работал в антикварном отделе берлинской компании «Margraf & Co.».
После прихода к власти национал-социалистов, которым Шмитц сочувствовал, 1 июля 1933 года он был назначен исполняющим обязанности директора Государственной художественной библиотеки — Шмитц стал преемником Курта Глейзера, уволенного национал-социалистами; летом 1934 года Герман Шмитц стал постоянным директором. В начале июля 1934 года библиотека должна была покинуть свое помещение, дабы освободить место для будущего расширения Главного управления имперской безопасности. Библиотека была вновь открыта на новом месте в январе 1936 года; Шмитц был отправлен в отставку 1 января 1942 года. Герман Шмитц был эвакуирован в Дрезден в конце Второй мировой войны — там он пережил воздушный налет, состоявшийся 13 февраля 1945 года. В начале 1946 года, в Дрездене же, Шмитц и скончался от голода и болезней.

## Работы
- Die mittelalterliche Malerei in Soest. Beitrag zur Geschichte des Naturgefühls in der deutschen Kunst. Dissertation Münster 1905 (mit Lebenslauf).
  - Druckfassung Die mittelalterliche Malerei in Soest. Zur Geschichte des Naturgefühls in der deutschen Kunst (= Beiträge zur westfälischen Kunstgeschichte 3). Coppenrath, Münster 1906 (онлайн).
- Die Glasgemälde des Königlichen Kunstgewerbemuseums in Berlin. Mit einer Einführung in die Geschichte der deutschen Glasmalerei. Bard, Berlin 1913 (онлайн).
- Die deutsche Malerei, vom ausgehenden Mittelalter bis zum ende der Renaissance, 1913[3] (онлайн).
- Berliner Baumeister vom Ausgang des achtzehnten Jahrhunderts. Verlag für Kunstwissenschaften, Berlin 1914. (онлайн). 2. Auflage Berlin 1925.
Unveränd. Nachdruck der 2. Auflage Gebr. Mann, Berlin 1980, ISBN 978-3-7861-1272-3.
- Berliner Eisenkunstguß. Festschrift zum fünfzigjährigen Bestehen des Königlichen Kunstgewerbemuseums 1867 bis 1917. Bruckmann, o. O., o. J. [München 1917].
- Bild-Teppiche. Geschichte der Gobelinwirkerei. Verlag für Kunstwissenschaft, Berlin 1919.
- Vor hundert Jahren. Festräume und Wohnzimmer des deutschen Klassizismus und Biedermeier. Verlag für Kunstwissenschaft, Berlin 1920.
- Kunst und Kultur des 18. Jahrhunderts in Deutschland. Bruckmann, München.
- Die Kunst des frühen und hohen Mittelalters in Deutschland. Bruckmann, München 1924.
- Soest und Münster (= Berühmte Kunststätten Band 45). Seemann, Leipzig 1925.
- Preußische Königsschlösser. Drei Masken, München 1926.
Neuausgabe mit einem Nachwort von Goerd Peschken, Gebr. Mann, Berlin 1999, ISBN 3-7861-1849-3.
- Das Möbelwerk. Die Möbelformen vom Altertum bis zur Mitte des 19. Jahrhunderts. E. Wasmuth, Berlin [1926].
Nachdruck Wasmuth, Tübingen 1982, ISBN 978-3-8030-5022-9.
- Revolution der Gesinnung! Preussische Kulturpolitik und Volksgemeinschaft seit dem 9. November 1918. Selbstverlag, Neubabelsberg 1931.
- Katalog der Ornamentstichsammlung der Staatlichen Kunstbibliothek zu Berlin. Verlag für Kunstwissenschaft, Berlin 1939.
Nachdruck B. Franklin, New York 1958; HES Publishers, Utrecht 1986.